# Marisela Morales Ibáñez
Marisela Morales Ibáñez és exfiscal general de Mèxic.
Va néixer a la Ciutat de Mèxic i es va graduar a la Universitat Nacional Autònoma de Mèxic amb una llicenciatura en dret abans de cursar un màster en ciències penals a l'Institut Nacional de Ciències Penals. El 31 de març de 2011, va ser nomenada pel president Felipe Calderón per reemplaçar a Arturo Chávez com a fiscal general de Mèxic. En ser confirmada pel Senat, es va convertir en el 42 ° Fiscal General, i la primera dona a ocupar el càrrec. Ha estat elogiada pel seu treball per la secretària d'Estat dels Estats Units Hillary Clinton i la primera dama Michelle Obama, i va rebre el Premi Internacional Dona Coratge el 2011.